# James Gullen
James Gullen (Kippax, 15 oktober 1989) is een Engels wielrenner die anno 2018 rijdt voor JLT Condor.

## Carrière
In 2016 won Gullen de derde etappe in de An Post Rás door Aaron Gate, Nikodemus Holler en Clemens Fankhauser twee seconden achter zich te laten. Een maand later werd hij, achter Alex Dowsett, tweede op het nationale kampioenschap tijdrijden.
In maart 2017 won Gullen, in dienst van JLT Condor, de tweede etappe van de Ronde van Taiwan, waardoor hij de leiding in het algemeen klassement overnam van Edwin Ávila. Een dag later verloor hij de leiderstrui aan Daniel Summerhill.

## Overwinningen
2016
3e etappe An Post Rás
2017
2e etappe Ronde van Taiwan
Eindklassement An Post Rás

## Ploegen
- 2014 –  Giordana Racing Team[2]
- 2016 –  Pedal Heaven
- 2017 –  JLT Condor
- 2018 –  JLT Condor

Chapman · Ferguson · Fox · Fry · Gardias · Gullen · Jones · McGowan · Paton · Pullar · Stedman · Tanfield · Tipper · Townsend · Webber · Wilkinson · Womersley
Bibby · Bradbury · Briggs · Burton · Clancy · Gibson · Gullen · Laverack · McCarthy · Moses · Mould · Slater · Stewart · Wood